# Warenikowskaja
Warenikowskaja (russisch Варенико́вская) ist eine Staniza in der Region Krasnodar in Russland mit 14.881 Einwohnern (Stand 14. Oktober 2010).

## Geographie
Der Ort liegt gut 100 km Luftlinie westlich des Regionsverwaltungszentrums Krasnodar, am linken Ufer des Kuban und am Fuß der äußersten nordwestlichen Ausläufer des Großen Kaukasus.
Warenikowskaja gehört zum Rajon Krymski und befindet sich etwa 35 km nordwestlich von dessen Verwaltungszentrum Krymsk. Die Siedlung ist Sitz der Landgemeinde Warenikowskoje selskoje posselenije, zu der außerdem das Dorf Fadejewo (9 km südwestlich), die Weiler (chutor) Schkolny (9 km südlich) und Swet (7 km südsüdöstlich) sowie die Siedlung bei der Bahnstation Tschekon (8 km westlich) gehören.

## Geschichte
Die Staniza wurde 1862, gegen Ende des Kaukasuskrieges 1817–1864 an Stelle einer russischen Verteidigungsanlage („Redoute“) bei einer gleichnamigen Übergangsstelle über den Kuban gegründet. Sie gehörte zunächst zur Abteilung (otdel) Temrjukski, später Tamanski der Oblast Kuban. Von 1940 bis 1953 war Warenikowskaja Verwaltungssitz eines nach ihr benannten Rajons.

### Bevölkerungsentwicklung
| Jahr | Einwohner |
| ---- | --------- |
| 1890 | 6.407     |
| 1939 | 8.667     |
| 1959 | 10.561    |
| 1979 | 12.375    |
| 2002 | 14.225    |
| 2010 | 14.881    |

Anmerkung: ab 1939 Volkszählungsdaten

## Verkehr
Warenikowskaja besitzt eine Bahnstation bei Kilometer 34 der auf diesem Abschnitt 1944 erbauten Strecke Krymskaja – Kawkas. In der Staniza kreuzen sich die Regionalstraßen 03K-009 Krymsk – Dschiginka und 03K-010 von Anapa, die in nördlicher Richtung den Kuban überquert und nach wenigen Kilometern die 3K-002 Temrjuk – Krasnodar – Kropotkin erreicht.